# Houda Rihani
Pour les articles homonymes, voir Rihani.
 (avril 2018).
Houda Rihani est une actrice marocaine née le 28 avril 1975 à Casablanca. Elle a grandi à Nouaceur.

## Biographie
C’est en 1998 qu’elle réalise son rêve au cinéma dans Elle est diabétique et hypertendue et elle refuse de crever de Hakim Noury. Elle entre dans le monde du cinéma et de la culture à la fois comme comédienne et comme gestionnaire puisqu’elle assumera pour un temps les fonctions de directrice du centre culturel de la ville de Zemamra. Lorsqu'elle arrive à Montréal, elle suit des cours à HEC Montréal pour un diplôme de gestion, mais elle n'est jamais loin du théâtre et de l’univers artistique.
Quand elle arrive au Québec en juin 2012, cette lauréate de l'Institut supérieur des arts dramatiques et de l'animation culturelle (ISADAC) compte déjà une quinzaine d’années jalonnées de succès dans le monde du cinéma et de la production télévisuelle. Confrontée à la réalité de l’immigration, elle ne baisse pas les bras et tente son entrée dans le milieu culturel, notamment celui du théâtre. C’est ainsi qu’elle forcera les portes du Théâtre Jean-Duceppe.

## Filmographie

### Cinéma
- 1999 : Elle est diabétique, hypertendue et elle refuse de crever
- 2003 : Khahit errouh
- 2003 : Face à face
- 2007: l’orange amère
- 2011 : N8ar Tzad Tfa Dow
- 2011 : Ayadin Khachina
- 2015 : Aïda
- 2020 : Les Vieux Chums de Claude Gagnon : Amina, ex de Pierrot

### Télévision
- 2009 : Les Mouettes